# Johann Christian Rosenmüller
Pour les articles homonymes, voir Rosenmüller.
Johann Christian Rosenmüller (Heßberg, duché de Saxe-Hildburghausen, 1771 - Leipzig, 1820) était un chirurgien et anatomiste allemand. 
Il mena une carrière d’enseignant à la faculté de médecine de l’université de Leipzig, publia plusieurs ouvrages d’anatomie et de chirurgie, mais s’adonna par ailleurs passionnément aux sciences naturelles et à la spéléologie, découvrant notamment une caverne dans le nord de la Bavière, caverne baptisée Rosenmüllerhöhle en son honneur ; ses explorations lui permirent de découvrir un crâne de l’ours des cavernes et d’assigner à cette espèce éteinte une place et un nom binomial dans le système linnéen. Son nom a également été donné à plusieurs structures anatomiques du corps humain, notamment à un ganglion du trigone fémoral, le ganglion inguinal profond ou ganglion de Rosenmüller, dit aussi ganglion de Cloquet.

## Biographie
Deuxième fils du théologien Johann Georg Rosenmüller (1736–1815), qui se proposait de lui donner une éducation soignée, Johann Christian Rosenmüller reçut ses premières leçons dans les écoles de Königsberg in Bayern et au gymnasium d’Erfurt. Dès son jeune âge, il réussit à acquérir une grande habileté dans le dessin. Après un bref séjour à l’université de Gießen, il s’inscrivit en 1786 à l’université de Leipzig, où il obtint en 1792 une maîtrise en philosophie. Il entama ensuite des études de médecine à l’université d'Erlangen et se voua parallèlement, tout au long de son séjour de deux ans dans cet établissement, avec passion à la recherche en sciences naturelles. Ainsi, alors qu’il était encore étudiant, découvrit-il à Muggendorf (Wiesenttal) une grotte qui porte encore son nom, la Rosenmüllerhöhle, qu’il décrivit ensuite dans une petite monographie illustrée intitulée Abbildungen und Beschreibungen merkwürdiger Höhlen in Muggendorf im Bayreuthischen Oberland (‘Représentations et descriptions de grottes remarquables à Muggendorf dans l’Oberland bavarois’, Erlangen 1796). Ses explorations spéléologiques lui firent découvrir dans une caverne à proximité du même village de Muggendorf un ensemble d’ossements (e.a. un crâne bien préservé), qui lui permirent, après analyse par ses soins et publication d’un mémoire, d’être le premier en 1794 à établir dans la nomenclature linnéenne le nom binomial Ursus spelaeus pour l’espèce éteinte de l’ours des cavernes . 
Après qu’il eut soutenu en 1794 à l'université de Leipzig une thèse traitant d’anatomie comparée, intitulée Quaedam de ossibus fossilibus animalis cujusdam, historiam ejus et cognitionem accurationem illustranti (Leipzig, 1795), il fut nommé prosecteur de l’amphithéâtre d’anatomie à Leipzig. En 1797, Rosenmüller obtint le titre de docteur en médecine, s’établit comme médecin pratiquant à Leipzig, devint en 1799 médecin de garnison, et fut promu en 1802 professeur extraordinaire d’anatomie et de chirurgie.
Après la mort d’Ernst Benjamin Gottlieb Hebenstreit (1758–1803), Rosenmüller devint en 1804 son successeur à la chaire de chirurgie, et acquit dans le même temps le statut d’assesseur de la faculté de médecine. En 1819, il fut promu professeur d’anatomie en second, tandis que ses travaux scientifiques et pratiques connaissaient une renommée sans cesse grandissante. Lors du semestre d’été de 1816 et 1818, de même qu’au semestre d’hiver de 1818, il fut désigné recteur de l’université de Leipzig. En 1808, il fut admis dans la loge maçonnique Minerva zu den drei Palmen (Minerve aux trois palmes) à Leipzig.
Rosenmüller a été l’éponyme des structures anatomiques suivantes : le récessus latéral du pharynx, appelé fosse de Rosenmüller ; la partie de la glande lacrymale qui est située sous les paupières, appelée glande de Rosenmüller ; et le para-ovaire (ou époophoron), appelé organe de Rosenmüller.
Dans ses dernières années, il souffrit d’angine de poitrine, et mourut à l’âge de 49 ans.

## Hommages
- Conseiller de cour (Hofrat) du royaume de Saxe (1811)
- Croix de chevalier de 3e classe de l’Ordre de Saint-Vladimir (1814)
- Ordre du mérite civil (Zivilverdienstorden) du royaume de Saxe

## Œuvre

### Comme auteur

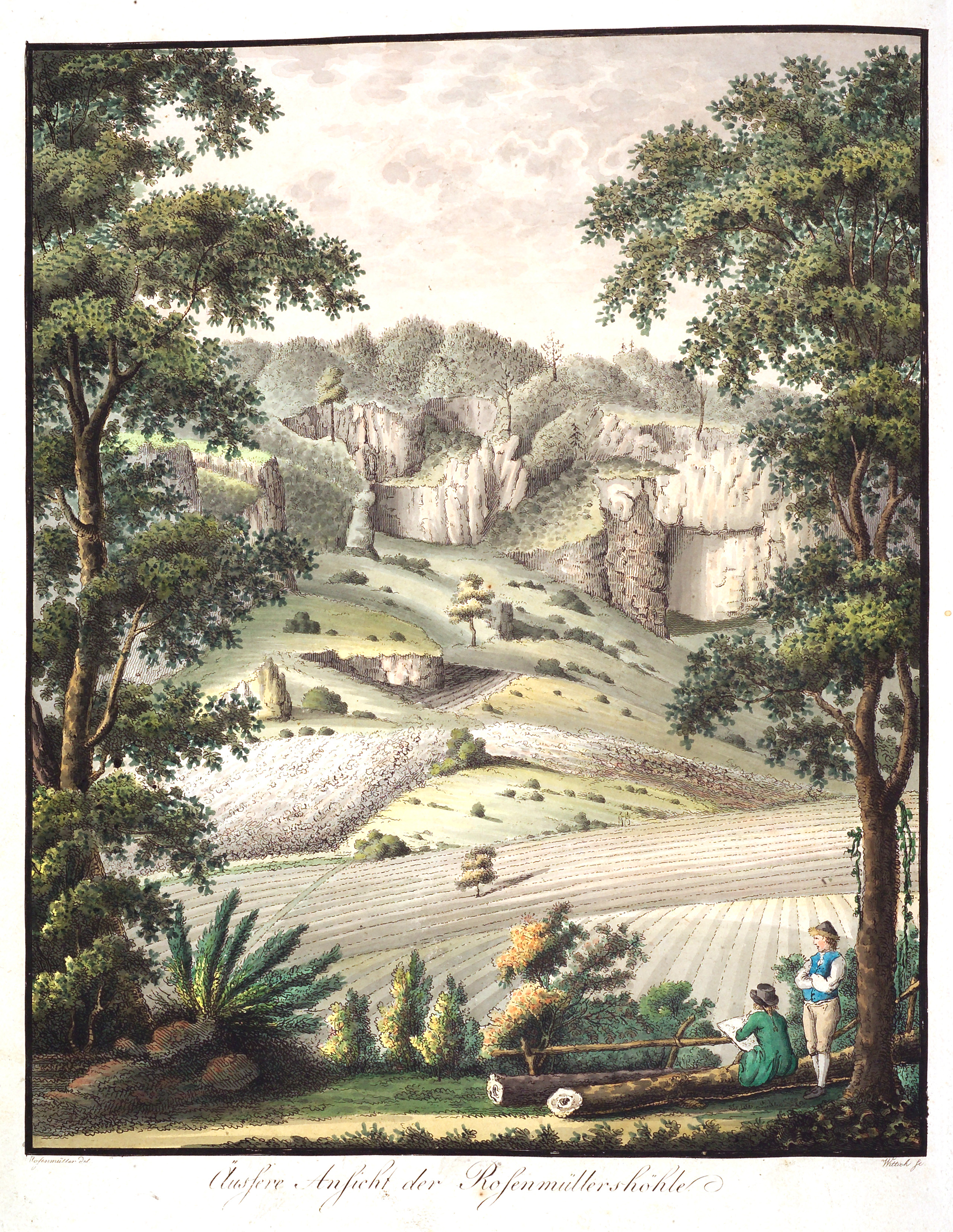
L’une des six gravures illustrant Die Merkwürdigkeiten der Gegend um Muggendorf, court ouvrage de Rosenmüller de 1804.

- Beiträge für die Zergliederungskunst, Tauchnitz, Leipzig 1800/02 (3 vol., en collab. avec Heinrich Friedrich Isenflamm)
- Quaedam de ovariis Embryonum, Leipzig 1803.
- Partium externarum oculi humani inprimis lacrymalium descriptio anatomica iconibus illustrata, Leipzig 1797, 1810.
- Chirurgisch-anatomische Abbildungen für Aerzte und Wundärzte, Weimar 1804–1812 (3 vol.).
- Programma de Anatomicovum terminis technicis, Leipzig 1811.
- Programma Nervi obturatorii monographia, Leipzig 1814.
- Compendium anatomicum, Leipzig 1816.
- Handbuch der Anatomie. Nach Lebers „Umriss der Zergliederungskunst“ zum Gebrauch der Vorlesungen, Leipzig1815, 3e éd. 1819.
- Programmata de viris quibusdam qui in Academia Lipsiensi Anatomes peritia inelaruerunt, Leipzig 1815–1819.
- Programma Prodromus Anatomiae artificibus inservientis, Leipzig 1819.

### En tant qu’éditeur
- Alexander Monro (secundus), Abbildungen und Beschreibungen der Schleimsäcke des menschlichen Körpers ('Monroi icones et descriptiones bursarum mucosarum corporis humani'), Leipzig 1799. Dans ses addenda, Rosenmüller met en particulier en lumière la distinction à faire entre bourses et gaines muqueuses, analyse chimiquement l’humidité de ces cavités, et situe l’origine de ce mucus dans les vaisseaux sécrétoires de leurs muqueuses.
- John Bell, Zergliederung des menschlichen Körpers (‘The anatomy and physiology of the human body’), Leipzig 1806–1807 (remanié en collab. avec Johann Christian August Heinroth), 2 vol.
- Johann Friedrich Schröter, Das menschliche Auge in einer vergrösserten Darstellung auf einer ausgemalten Tafel, nach Sömmerring, mit kurzer Beschreibung und Vorrede von J. Chr. Rosenmüller, Weimar 1810
- John Gordon, Knochenlehre zum Unterricht für Ärzte und Wundärzte (‘Engravings of the skeleton of human body’), révisé et amélioré par J. Chr. Rosenmüller, éd. Baumgärtner, Leipzig 1819.
- Karl Gottlob Kühn, Sammlung sächsischer Medicinalgesetze. Zweite Abteilung, fortgesetzt von J. Chr. Rosenmüller, Leipzig 1820 (en collab. avec L. Cerutti).